# Пам'ятник свободи (Тбілісі)
Пам'ятник свободи (груз. თავისუფლების მონუმენტი), широко відомий як статуя Святого Георгія - меморіал, розташований в Тбілісі (Грузія), присвячений свободі і незалежності  грузинського народу. Відкрито в 2006 році в Тбілісі  на центральній площі. Висота пам'ятника з  граніту і  золота становить 35 метрів, його легко помітити з будь-якої точки міста. Сама статуя — 5,6 м у висоту, зроблена з  бронзи і покрита золотом — це подарунок місту від його творця, грузинського скульптора  Зураба Церетелі.

## Ресурси Інтернету
- Вікісховище має мультимедійні дані за темою: Пам'ятник свободи (Тбілісі)
- Wayback Machine St. George Statue. Архів оригіналу за 20 лютого 2012. Процитовано 21 липня 2018.. Tbilisi Municipal Portal. 2011 року.